# جزیره مورتون
جزیره مورتون یکی از جزایر استرالیاست. این جزیره در  جنوب شرق کوئینزلند و در منطقه مورتون بی قرار گرفته‌است. مورتون از سمت شرق به دریای مرجان متصل است. فاصله این جزیره با بریزبن 58 کیلومتر است. 95 درصد از این جزیره را پارک ملی طبیعی تشکیل می‌دهد و مقصدی محبوب برای مسافران، خودروهای آفرود، اردو و فعالیت‌های دیگر است. فاصله زمانی آن با بریزبن از طریق دریا 75 دقیه است. مورتون سومین جزیره شنی بزرگ جهان است.
این جزیره بخشی از منطقه (شهرستان) بریزبن محسوب می‌شود و به چهار محله تقسیم می‌شود.
جزیره مورتون مرطوب و پربارش است و بخشی از آن بنام کیپ مورتون به‌طور متوسط سالانه 1567 میلی‌متر بارندگی دارد.

## جغرافیا
این جزیره با مساحت حدود ۱۸۶ کیلومتر مربع (۷۲ مایل مربع) و طول ۳۷ کیلومتر (۲۳ مایل) از شمال به جنوب گسترده شده‌است است و ۱۳ کیلومتر (۸٫۱ مایل) در وسیع‌ترین نقطه پهنای آن است. کیپ مورتون در شمال شرقی این جزیره تنها سنگ رخنمون در این جزیره است. کاپیتان جیمز کوک در مارس سال 1770 نام این جزیره را انتخاب کرد.
بلندترین نقطه جزیره به نام کوه طوفان دارای ۲۸۰ متر (۹۲۰ فوت) بلندی است که بلندترین تپه ماسه ای در جهان است. 

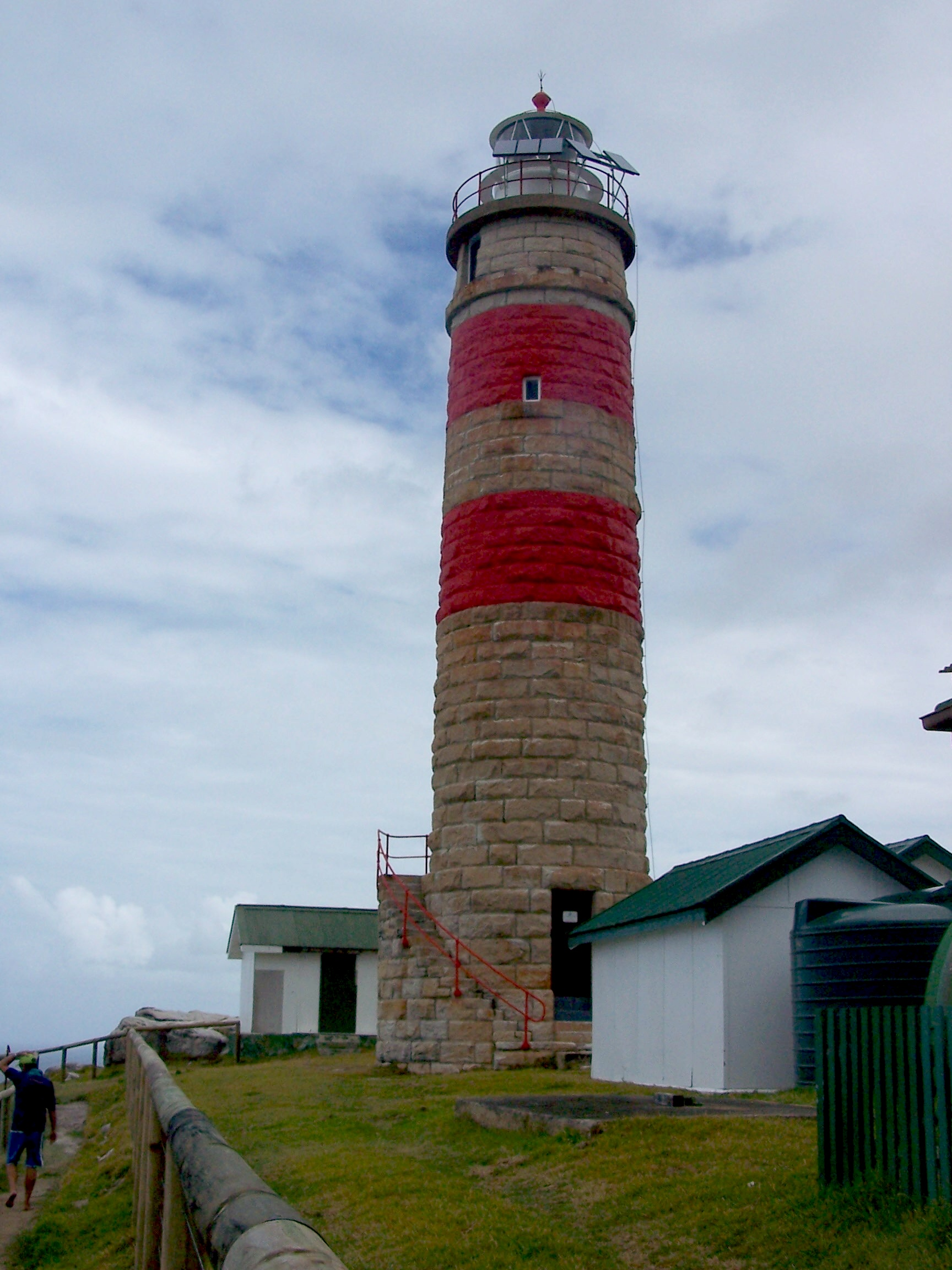
چراف دریایی کیپ مورتون، قدیمی ترین فانوس دریایی کوئینزلند.

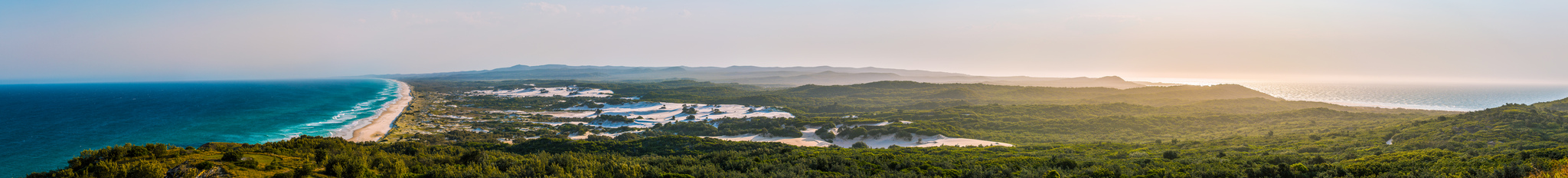
پانوراما از جزیره مورتون از محل فانوس دریایی.

## تفریح و سرگرمی

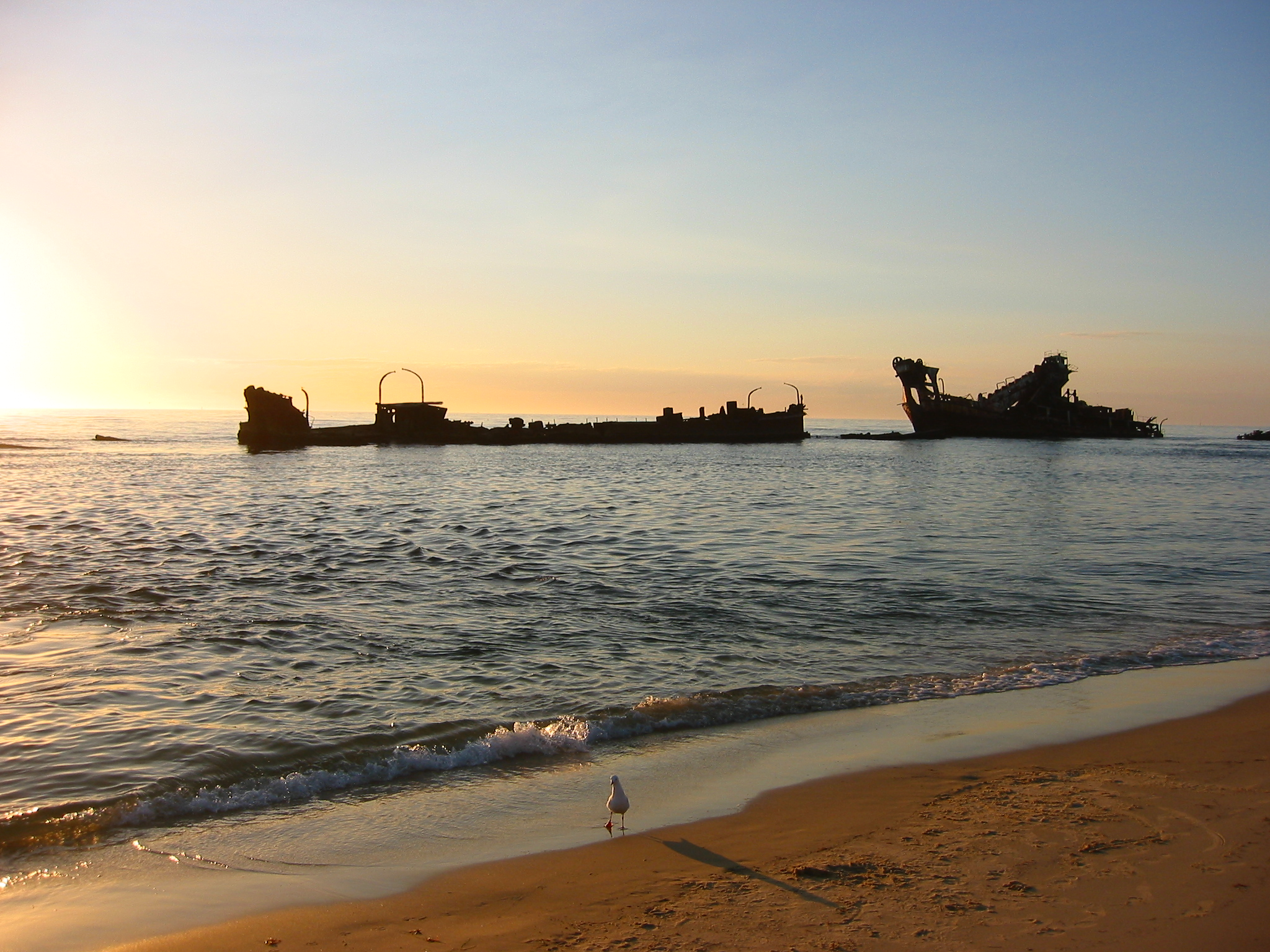
چندین کشتی غرق شده به عنوان موج شکن عمل می کنند و فضای مناسبی برای شنا ایجاد می کنند.

## همچنین نگاه کنید
- جزیره برایبی
- جزیره استردبروک شمالی
- مورتون بی